# Vernon Turner (Leichtathlet)
Vernon Turner (* 21. August 1998 in Kansas City, Missouri) ist ein US-amerikanischer Leichtathlet, der sich auf den Hochsprung spezialisiert hat.

## Sportliche Laufbahn
Vernon Turner wuchs in Yukon in Oklahoma auf und studiert seit 2017 an der University of Oklahoma. 2022 wurde er NCAA-Collegemeister in der Halle und 2023 schied er bei den Weltmeisterschaften in Budapest mit übersprungenen 2,14 m in der Qualifikationsrunde aus. Im Jahr darauf belegte er bei den Hallenweltmeisterschaften in Glasgow mit 2,24 m den sechsten Platz. Ende April wurde er bei der Diamond League Shanghai mit 2,27 m Dritte, ehe er im August bei den Olympischen Sommerspielen in Paris mit 2,15 m den Finaleinzug.